# Module logistique multi-usages

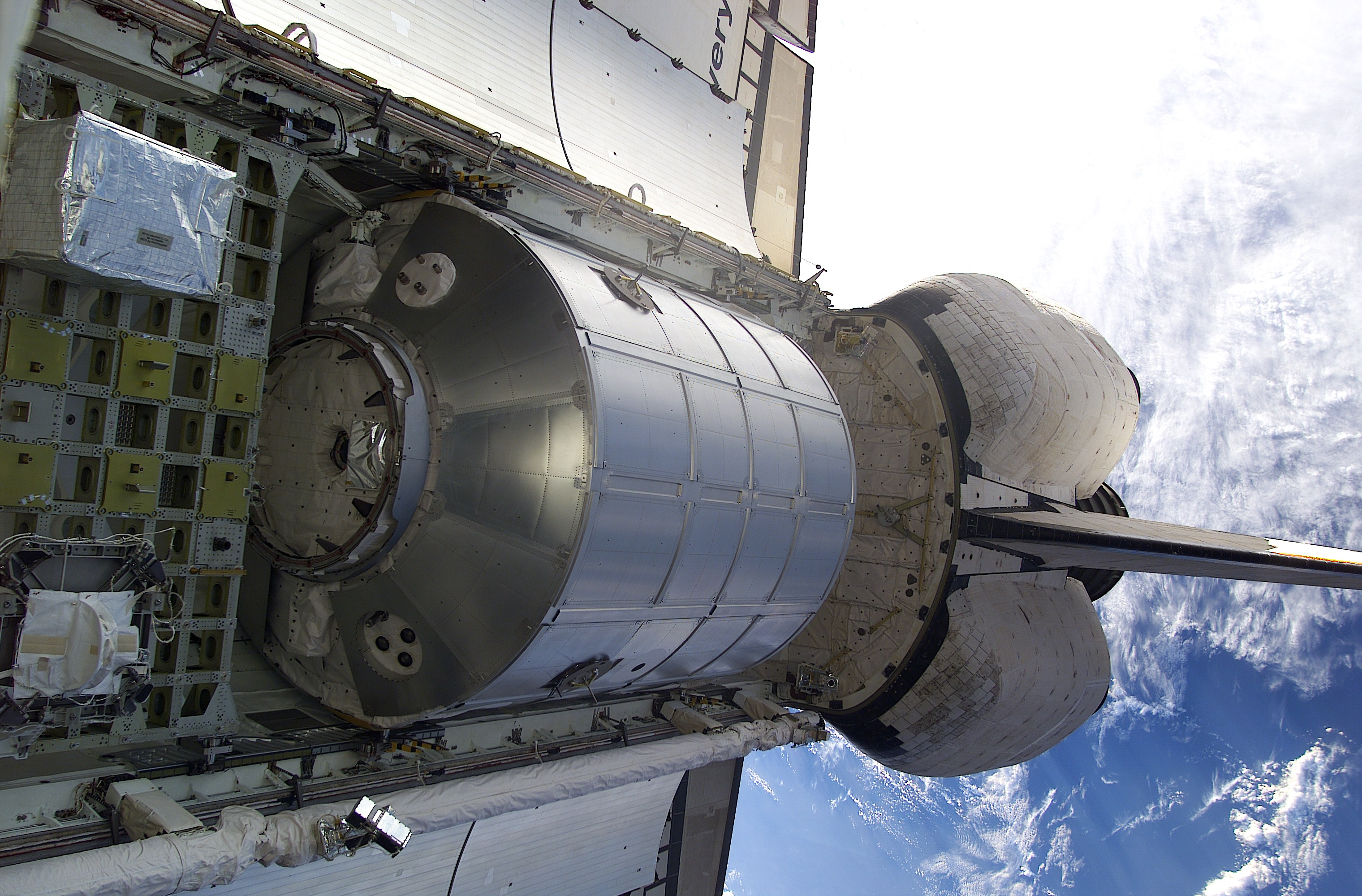
10 mars 2001 - Le module Leonardo encore dans la soute de la navette Discovery pris en photo de l'ISS par un membre de l'équipage au moyen d'un appareil photo numérique au cours de la mission STS-102.

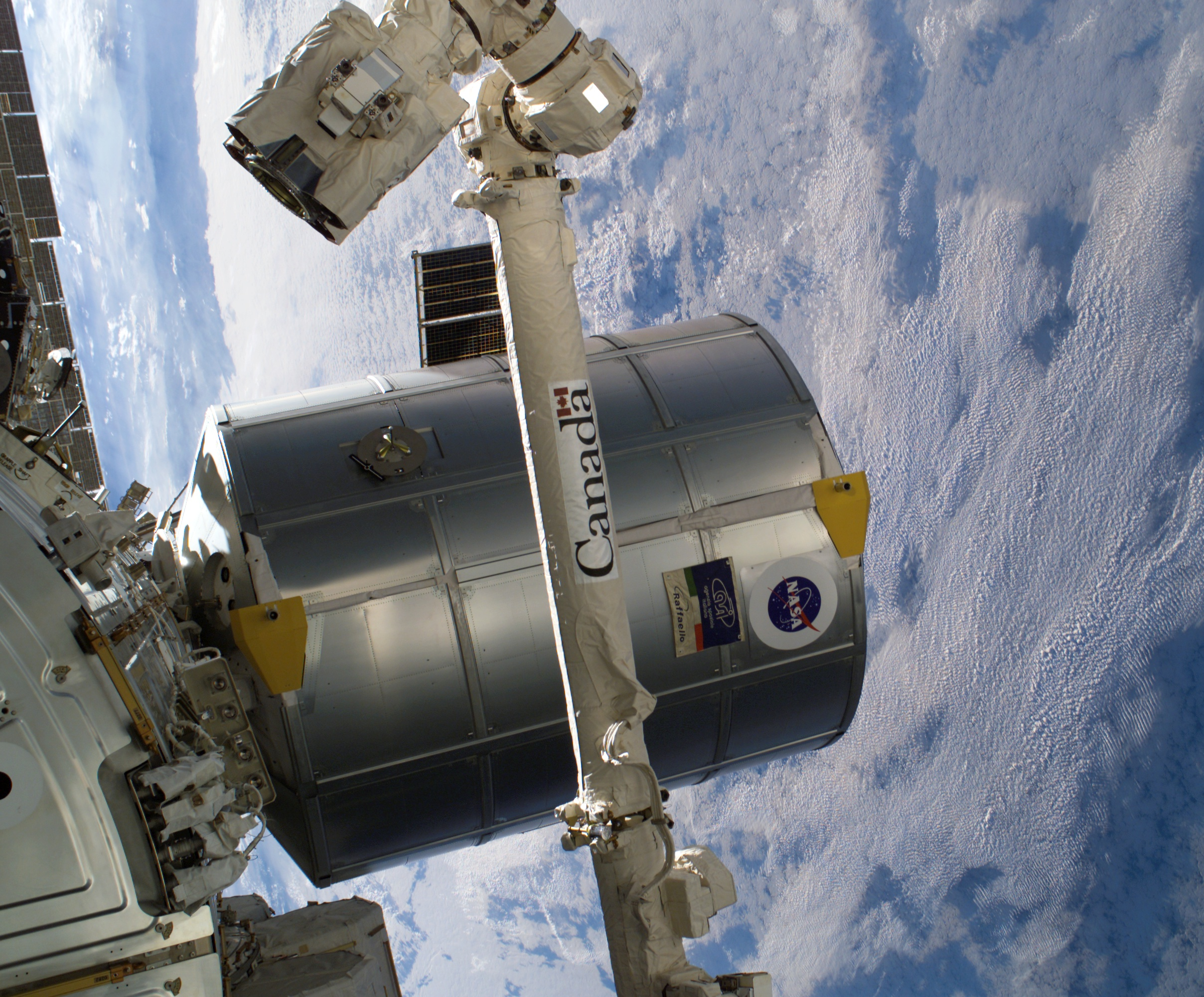
Le module Raffaello amarré à l'ISS durant la mission STS-114.

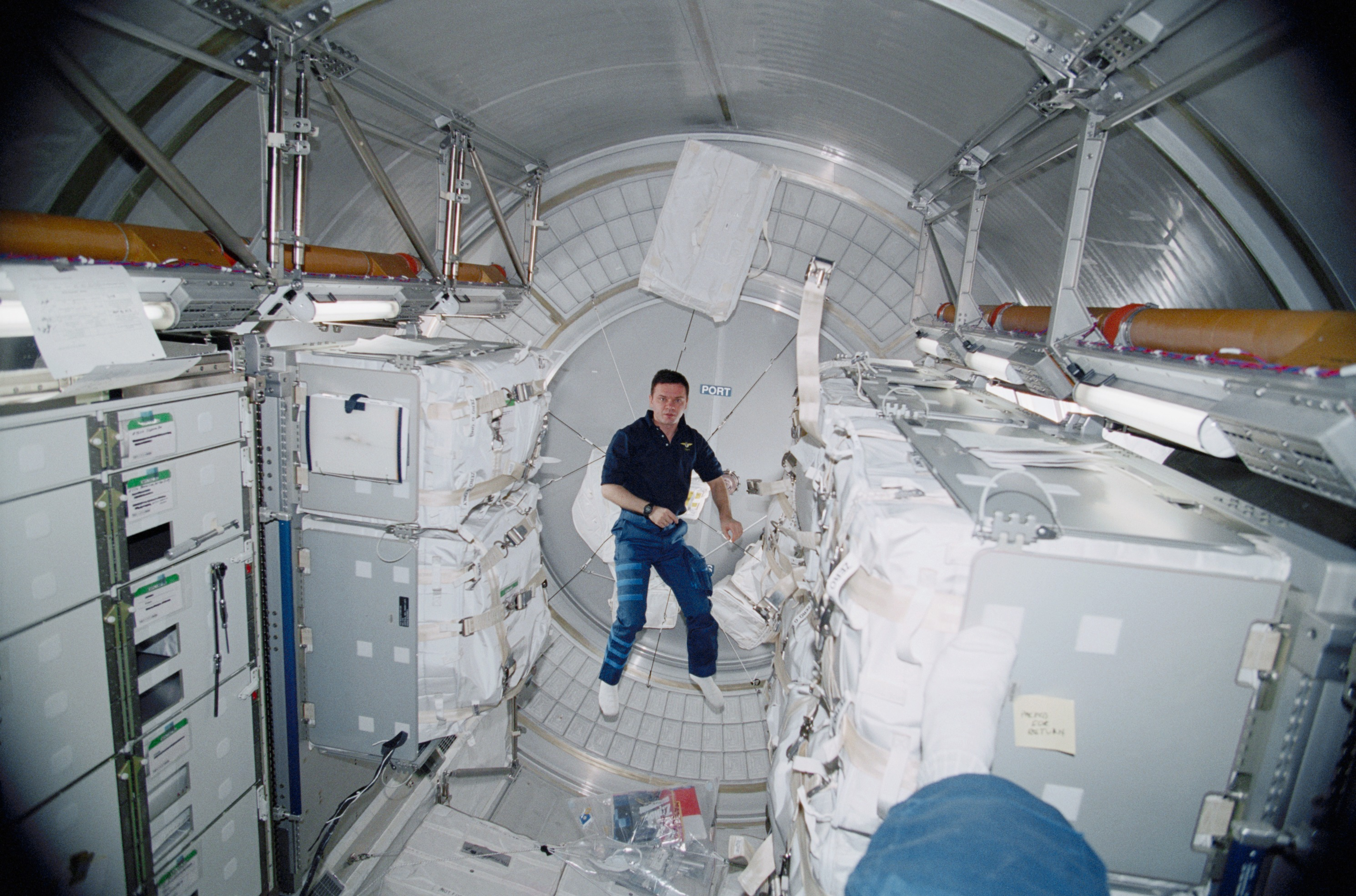
21 mars 2001 - Le cosmonaute Iouri P. Guidzenko à bord de Leonardo.

Le Module logistique multi-usages (en anglais : Multi-Purpose Logistics Module ou MPLM) est un conteneur pressurisé utilisé dans le cadre des missions de la navette spatiale américaine pour transférer du fret à destination et en provenance de la Station spatiale internationale. D'une capacité de 10 tonnes, il est transporté dans la soute de la navette spatiale et amarré au module Unity ou au module Harmony de la Station. Lorsque les équipements et le ravitaillement qu'il contient sont déchargés, les résultats d'expériences et les déchets chargés, le Module logistique est replacé dans la soute de la navette pour le retour sur Terre.
L'Agence spatiale italienne ASI a construit trois modules. À la suite du retrait anticipé de la navette spatiale américaine, seuls deux d'entre eux sont utilisés. Le module Leonardo est amarré définitivement à la Station spatiale lors de la mission STS-133.

## Historique
Les modules sont construits pour la NASA, par l'Agence spatiale italienne (ASI). Trois modules sont livrés à la NASA. Bien que construits par l'ASI, les modules sont la propriété de la NASA. En échange de la construction des modules, l'ASI dispose d'un temps d'accès aux installations de la Station spatiale internationale. Le module est initialement conçu pour la Station spatiale Freedom. Il doit être construit par Boeing, mais en 1992, les Italiens annonce qu'ils vont construire un « mini-module logistique pressurisé », capable de transporter 4 500 kg de fret. Après la refonte du projet de la Station spatiale en 1993, sa longueur est doublée et le module renommé « Module logistique multi-usages ». Les modules ont reçu des noms de baptême faisant référence à quelques-uns des grands talents de l'histoire italienne : Léonardo, Raphaël et Donatello.

## Caractéristiques techniques
Chaque module mesure environ 6,4 m de long, 4,6 m de diamètre, pèse 4,5 tonnes, et peut transporter jusqu'à 10 tonnes de fret à l'ISS. Il peut contenir 16 armoires amovibles de format ISPR qui peuvent être débarqués dans la Station grâce au grand gabarit de l'écoutille des modules et au format Common Berthing Mechanism utilisé dans le segment américain de la Station spatiale. Le module Donatello dispose de capacités plus importantes que ses deux jumeaux, car il permet d'alimenter en permanence les charges utiles depuis leur installation dans le module jusqu'à la livraison à la Station spatiale. Toutefois, compte tenu de l'arrêt prématuré de la navette spatiale, Donatello ne volera jamais.
Le module est transporté arrimé à l'arrière de la soute cargo de la navette spatiale. Une fois parvenu à la Station, le module est saisi par le bras Canadarm manipulé par un opérateur situé dans la navette spatiale et est fixé à un des ports d'amarrage de la Station spatiale. Une fois le module vidé de son contenu et rempli avec les composants à ramener à Terre (pièces à réparer, résultats d'expériences scientifiques), l'opération inverse est effectuée pour replacer le module dans la navette spatiale.
- Longueur :  6,4 m
- Diamètre :  4,57 m
- Masse : 4 082 kg vide ; 13 154 kg chargé

## Module permanent de la Station spatiale internationale
Les modules se trouvent sans emploi après l'arrêt anticipé de la navette spatiale décidé en 2004 et qui intervient en juillet 2011. La Station spatiale internationale manque d'espace de rangement. Il est décidé que le module Léonardo, devenu inutile après l'arrêt de la navette spatiale américaine, soit attaché en permanence à la Station spatiale fournissant à celle-ci un lieu de stockage permanent. Pour remplir son nouveau rôle, le nouveau module, baptisé Permanent Logistics Module (PLM c'est-à-dire module permanent logistique) doit recevoir une protection renforcée contre les débris spatiaux et les micrométéorites. Le PLM est lancé lors de la mission STS-133 de la navette spatiale américaine, qui se déroule en février 2011.

## Calendrier des missions

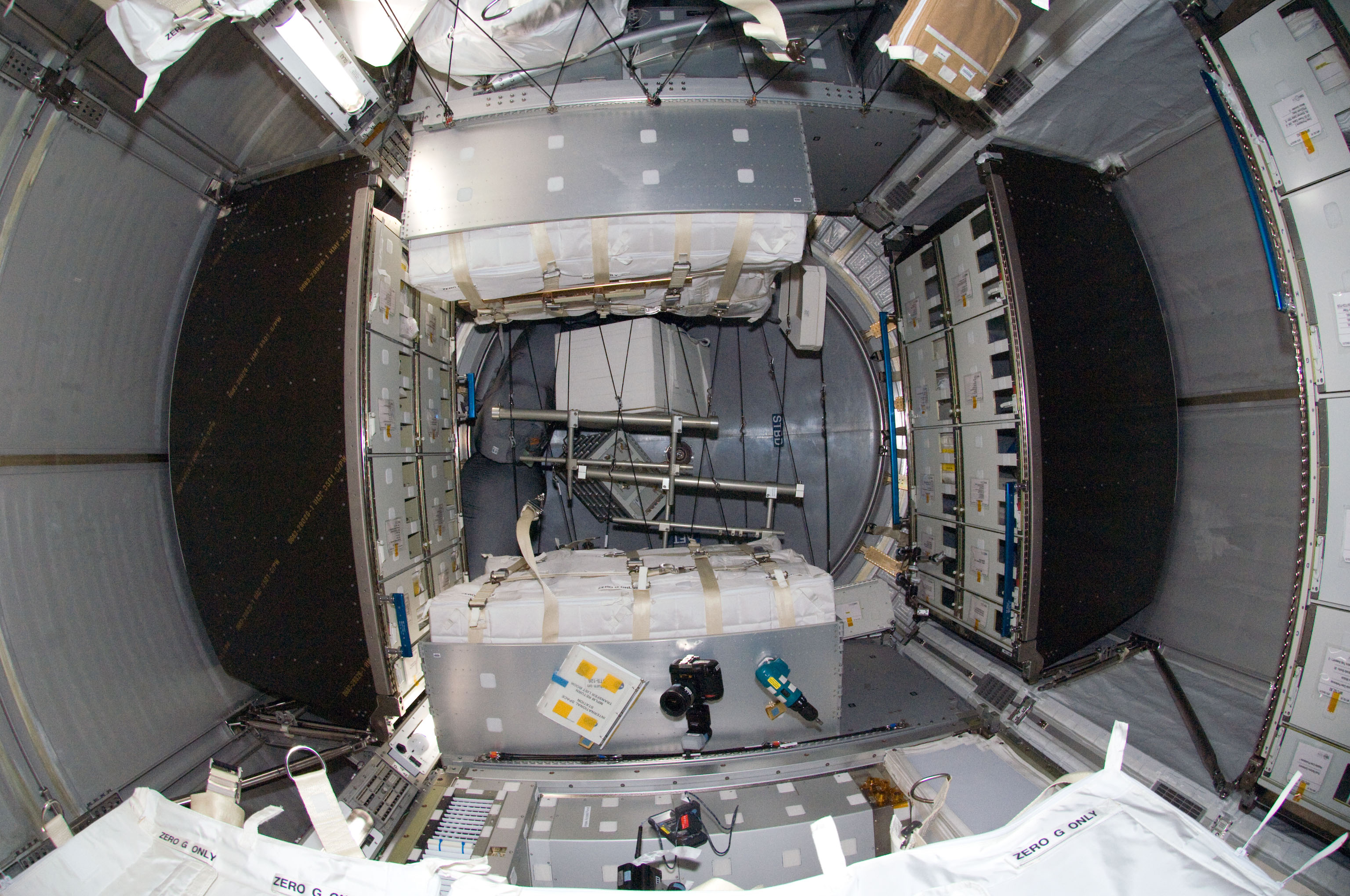
On distingue sur cette photo de Leonardo plusieurs armoires au format ISPR.

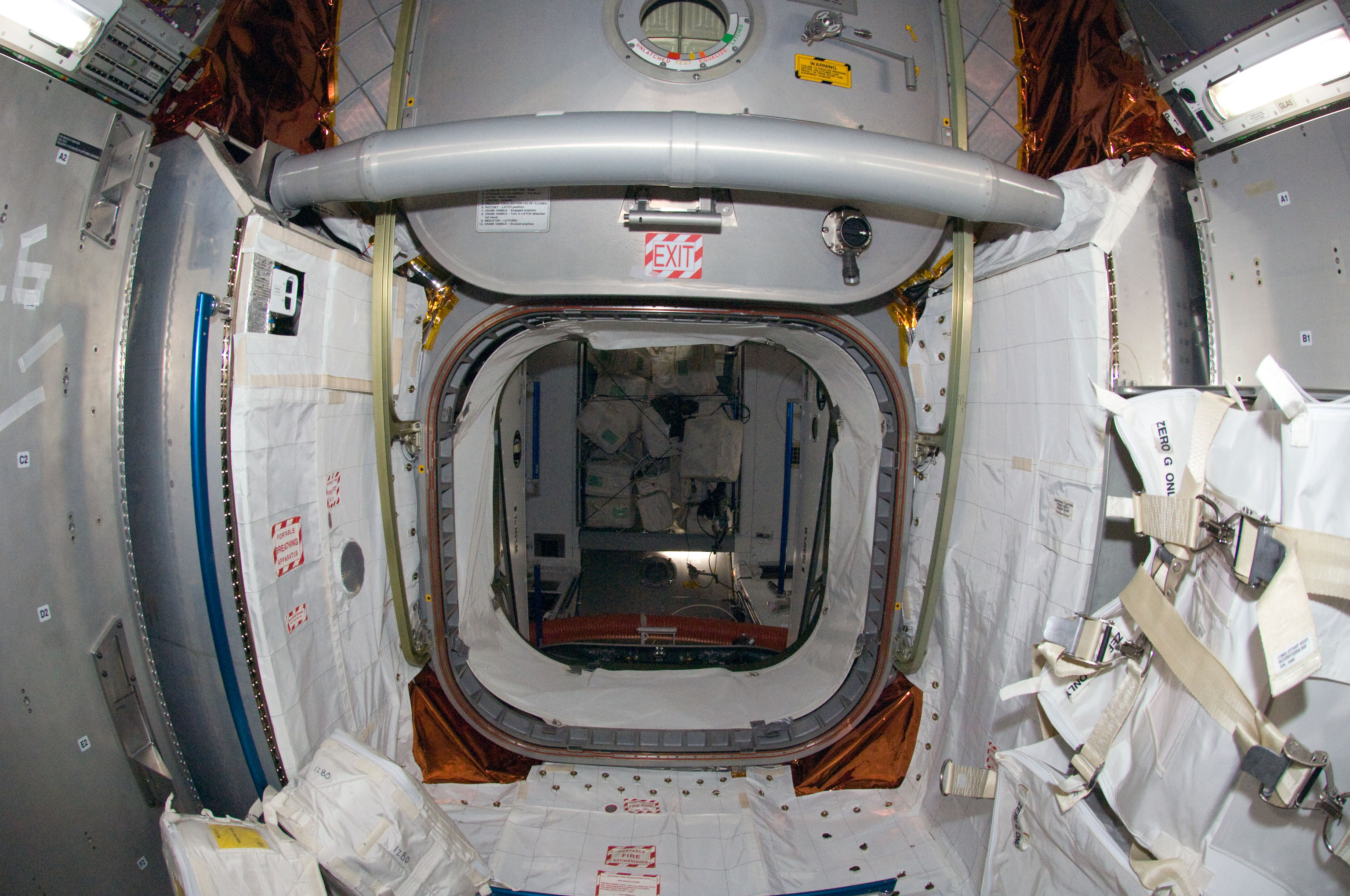
L'écoutille au format CBM a un gabarit particulièrement généreux.

Avec la fin du programme de la navette spatiale en 2011, les modules Raphaëlo et Léonardo n'auront volé que douze fois :
| Date de lancement | Mission             | Navette   | MPLM      | Amarrage   |
| ----------------- | ------------------- | --------- | --------- | ---------- |
| 8 mars 2001       | STS-102 ISS 5A.1    | Discovery | Leonardo  | Temporaire |
| 19 avril 2001     | STS-100 ISS 6A      | Endeavour | Raffaello | Temporaire |
| 10 août 2001      | STS-105 ISS 7A.1    | Discovery | Leonardo  | Temporaire |
| 5 décembre 2001   | STS-108 ISS UF-1    | Endeavour | Raffaello | Temporaire |
| 5 juin 2002       | STS-111 ISS UF-2    | Endeavour | Leonardo  | Temporaire |
| 26 juillet 2005   | STS-114 ISS LF 1    | Discovery | Raffaello | Temporaire |
| 4 juillet 2006    | STS-121 ISS ULF 1.1 | Discovery | Leonardo  | Temporaire |
| 14 novembre 2008  | STS-126 ISS ULF 2   | Endeavour | Leonardo  | Temporaire |
| 29 août 2009      | STS-128 ISS 17A     | Discovery | Leonardo  | Temporaire |
| 5 avril 2010      | STS-131 ISS 19A     | Discovery | Raffaello | Temporaire |
| 24 février 2011   | STS-133 ISS 17A     | Discovery | Leonardo  | Permanent  |
| 8 juillet 2011    | STS-135 ISS ULF 5   | Atlantis  | Raffaello | Temporaire |